# Юроните, Дануте
Дану́те Юроните-Зельчувене (лит. Danutė Juronytė-Zelčiuvienė, 14 ноября 1933, Каунас, Литва — 27 февраля 2015, там же) — литовская и советская актриса театра и кино, режиссёр, заслуженная артистка Литовской ССР (1983).

## Биография
Дануте Юроните родилась 14 ноября 1933 года в Каунасе (Литва). Во время войны семья жила в Вильнюсе, затем переехала в Паневежис. В 1949—1951 годах училась в драматической студии при Паневежском драматическом театре, после окончания которой в 1951—1954 годах играла в Паневежском драмтеатре. 
С 1954 года была актрисой, а затем режиссёром Каунасского драматического театра. Сыграла около 80 ролей на сцене, в кино и на телевидении. 
Умерла 27 февраля 2015 года в Каунасе после тяжёлой болезни, похоронена на Пятрашюнском кладбище.

### Семья
- Муж — актёр Леонардас Зельчюс, народный артист Литовской ССР.
- Дочь — Кристина Довиле, писатель и психолог

## Награды
- Заслуженная артистка Литовской ССР (1983).
- Приз «Фортуна» за заслуги перед литовским театром (2013).
- Награда Министерства культуры Литвы «Неси свою правду и верь».

## Работы в театре

### Актриса
- 1955 — «Мораль пани Дульской» Г. Запольской — Хеля
- 1957 — «Геркус Мантас» Ю. Грушас — Кристина
- 1962 — «Все мои сыновья» А. Миллер — Кейт
- 1964 — «Трёхгрошовая опера» Б. Брехт — Джейн
- 1964 — «Дом Бернарды Альбы» Ф. Г. Лорка — Магдалена
- 1965 — «Деревня на перепутье» Й. Авижюс — Года
- 1968 — «Мольер» М. Булгаков — Мадлен
- 1975 — «Швитригайла» Ю. Грушас — Александра
- 1978 — «Последние» М. Горький — Софья

### Режиссёр
- 1996 — «Ещё раз оглянись» Б.Пукелявичюте
- 1998 — «Избушка медведя» А.Лёбите
- 2005 — «В гостях у вдовы полковника» Ю.Смуул
- 2009 — «Чашка чая с лимоном» И.Хагеруп

## Фильмография
1. 1967 — Игры взрослых людей (лит. Suaugusių žmonių žaidimai) — Рута (озвучила Л. Чупиро)
2. 1969 — Да будет жизнь! (лит. Ave, vita!) — эпизод
3. 1969 — Июнь, начало лета (лит. Birželis, vasaros pradžia) — Ангеле
4. 1972 — Тадас Блинда (лит. Tadas Blinda) — графиня Констанция
5. 1973 — Совсем пропащий — дама на похоронах (нет в титрах)
6. 1976 — Зять (лит. Žentas) — Кальватене
7. 1976 — Клеверок-пятилистник (лит. Dobilėlis penkialapis) — Роже
8. 1979 — Соседи (лит. Kaimynai) — Балзарене
9. 1981 — Паланга (лит. Palanga) — дама на курорте
10. 1981 — Рай красного дерева (лит. Raudonmedžio rojus) — жена профессора Палёниса
11. 1983 — Полёт через Атлантический океан (лит. Skrydis per Atlantą) — эпизод
12. 1984 — Здесь наш дом (лит. Čia mūsų namai) — мать Валентаса
13. 1985 — Будьте как солнце (лит. Būkit kaip saulė) — Софи
14. 1988 — Вилюс Каралюс (лит. Vilius Karalius) — Каралене
15. 1989 — День рыбы (лит. Žuvies diena) — мать Ихо
16. 1993—1997 — Родня (лит. Giminės) — Рамуте Шепутене
17. 1994 — Гвиневер (англ. Guinevere, США) — Вивиан
18. 1995 — Валентина (лит. Valentina) — Гертруда
19. 1998—2000 — Поросль (лит. Atžalos)
20. 2011 — Родня 20 лет спустя (лит. Giminės po 20 metų) — Рамуте Шепутене
21. 2015 — Сад Эдема (лит. Edeno sodas)